# Megaselia nigrofascipes
Megaselia nigrofascipes är en tvåvingeart som beskrevs av Borgmeier 1962. Megaselia nigrofascipes ingår i släktet Megaselia och familjen puckelflugor.
Artens utbredningsområde är Ecuador. Inga underarter finns listade i Catalogue of Life.